# Italia ai Giochi della XVII Olimpiade
L'Italia partecipò ai Giochi della XVII Olimpiade che si sono svolti a Roma dal 25 agosto all'11 settembre 1960, da paese ospitante, con una delegazione di 280 atleti impegnati in tutte le 19 discipline in programma, per un totale di 138 competizioni. Portabandiera alla cerimonia di apertura fu il quarantunenne schermidore Edoardo Mangiarotti, alla sua quinta Olimpiade.
La squadra azzurra conquistò 36 medaglie: 13 d'oro, 10 d'argento e 13 di bronzo, piazzandosi al terzo posto nel medagliere complessivo preceduta solo da Stati Uniti e Unione Sovietica: fu il miglior risultato nella storia della partecipazione italiana ai Giochi. L'Italia dominò le gare di ciclismo vincendo cinque titoli olimpici su sei e sfiorando uno storico en plein con Livio Trapè che, dopo aver vinto l'oro nella cronometro a squadre, giunse "solo" secondo nella gara in linea. Ottimi risultati vennero dal pugilato, con tre medaglie d'oro, e dalla scherma, con due. Altre medaglie d'oro furono vinte nell'atletica leggera grazie alla prestigiosa affermazione di Livio Berruti sui 200 metri, nell'equitazione con Raimondo D'Inzeo, vincitore nel salto ostacoli davanti al fratello Piero, e dal Settebello nella pallanuoto. A livello individuale, due medaglie d'oro furono vinte dal ciclista Sante Gaiardoni e dallo schermidore Giuseppe Delfino. Sempre nella scherma, Edoardo Mangiarotti, grazie a un oro e un argento conquistati rispettivamente nella spada e nel fioretto a squadre, portò a 13 il numero di medaglie olimpiche vinte in carriera superando il record di Paavo Nurmi che ne aveva conquistate 12.

## Medagliere

### Per discipline
| Sport             | Oro | Argento | Bronzo | Totale |
| ----------------- | --- | ------- | ------ | ------ |
| Ciclismo          | 5   | 1       | 1      | 7      |
| Pugilato          | 3   | 3       | 1      | 7      |
| Scherma           | 2   | 1       | 3      | 6      |
| Equitazione       | 1   | 1       | 1      | 3      |
| Atletica leggera  | 1   | 0       | 2      | 3      |
| Pallanuoto        | 1   | 0       | 0      | 1      |
| Ginnastica        | 0   | 1       | 2      | 3      |
| Canottaggio       | 0   | 1       | 1      | 2      |
| Canoa             | 0   | 1       | 0      | 1      |
| Tiro              | 0   | 1       | 0      | 1      |
| Sollevamento pesi | 0   | 0       | 1      | 1      |
| Vela              | 0   | 0       | 1      | 1      |
| Totale            | 13  | 10      | 13     | 36     |

### Medaglie
| Medaglia | Nome | Sport             | Evento                            |
| -------- | --- | ----------------- | --------------------------------- |
| Oro      | Livio Berruti                                                                                                  | Atletica leggera  | 200 metri piani                   |
| Oro      | Sante Gaiardoni                                                                                                | Ciclismo          | Velocità                          |
| Oro      | Giuseppe Beghetto Sergio Bianchetto                                                                            | Ciclismo          | Tandem                            |
| Oro      | Sante Gaiardoni                                                                                                | Ciclismo          | Chilometro da fermo               |
| Oro      | Luigi Arienti Franco Testa Mario Vallotto Marino Vigna                                                         | Ciclismo          | Inseguimento a squadre            |
| Oro      | Antonio Bailetti Ottavio Cogliati Giacomo Fornoni Livio Trapè                                                  | Ciclismo          | 100 km a squadre                  |
| Oro      | Italia | Pallanuoto        | Torneo Maschile                   |
| Oro      | Francesco Musso                                                                                                | Pugilato          | piuma                             |
| Oro      | Nino Benvenuti                                                                                                 | Pugilato          | welters                           |
| Oro      | Francesco De Piccoli                                                                                           | Pugilato          | massimi                           |
| Oro      | Giuseppe Delfino                                                                                               | Scherma           | Spada individuale                 |
| Oro      | Giuseppe Delfino Edoardo Mangiarotti Fiorenzo Marini Carlo Pavesi Alberto Pellegrino Gian Luigi Saccaro        | Scherma           | Spada a squadre maschile          |
| Oro      | Raimondo D'Inzeo                                                                                               | Equitazione       | Salto ostacoli individuale        |
| Argento  | Aldo Dezi Francesco La Macchia                                                                                 | Canoa             | C2 1.000 m                        |
| Argento  | Tullio Baraglia Renato Bosatta Giancarlo Crosta Giuseppe Galante                                               | Canottaggio       | Quattro senza                     |
| Argento  | Livio Trapè | Ciclismo          | Corsa in linea su strada          |
| Argento  | Giovanni Carminucci                                                                                            | Ginnastica        | Parallele                         |
| Argento  | Primo Zamparini                                                                                                | Pugilato          | Pesi Gallo (fino a 54 kg)         |
| Argento  | Sandro Lopopolo                                                                                                | Pugilato          | Pesi Leggeri (fino a 60 kg)       |
| Argento  | Carmelo Bossi                                                                                                  | Pugilato          | Pesi Medio-leggeri (fino a 71 kg) |
| Argento  | Aldo Aureggi Luigi Carpaneda Mario Curletto Edoardo Mangiarotti Alberto Pellegrino                             | Scherma           | Fioretto a squadre maschile       |
| Argento  | Piero D'Inzeo                                                                                                  | Equitazione       | Salto ostacoli individuale        |
| Argento  | Galliano Rossini                                                                                               | Tiro              | Tiro a volo - Fossa               |
| Bronzo   | Giuseppina Leone                                                                                               | Atletica leggera  | 100 m donne                       |
| Bronzo   | Abdon Pamich                                                                                                   | Atletica leggera  | marcia 50 km                      |
| Bronzo   | Fulvio Balatti Romano Sgheiz Franco Trincavelli Giovanni Zucchi Ivo Stefanoni (tim.)                           | Canottaggio       | quattro con                       |
| Bronzo   | Valentino Gasparella                                                                                           | Ciclismo          | Velocità                          |
| Bronzo   | Franco Menichelli                                                                                              | Ginnastica        | Corpo libero                      |
| Bronzo   | Giovanni Carminucci Pasquale Carminucci Gianfranco Marzolla Franco Menichelli Orlando Polmonari Angelo Vicardi | Ginnastica        | concorso generale a squadre       |
| Bronzo   | Giulio Saraudi                                                                                                 | Pugilato          | medio massimi                     |
| Bronzo   | Vladimiro Calarese                                                                                             | Scherma           | sciabola individuale              |
| Bronzo   | Giampaolo Calanchini Vladimiro Calarese Pier Luigi Chicca Roberto Ferrari Mario Ravagnan                       | Scherma           | sciabola a squadre                |
| Bronzo   | Irene Camber Velleda Cesari Bruna Colombetti Claudia Pasini Antonella Ragno                                    | Scherma           | Fioretto a squadre femminile      |
| Bronzo   | Sebastiano Mannironi                                                                                           | Sollevamento pesi | Pesi piuma                        |
| Bronzo   | Piero D'Inzeo Raimondo D'Inzeo Antonio Oppes                                                                   | Equitazione       | Salto ostacoli a squadre          |
| Bronzo   | Antonio Ciciliano Antonio Cosentino Giulio De Stefano                                                          | Vela              | Classe Dragoni                    |

### Plurimedagliati
| Nome                | Sport    | Oro | Argento | Bronzo | Totale |
| ------------------- | -------- | --- | ------- | ------ | ------ |
| Giuseppe Delfino    | Scherma  | 2   | 0       | 0      | 2      |
| Sante Gaiardoni     | Ciclismo | 2   | 0       | 0      | 2      |
| Edoardo Mangiarotti | Scherma  | 1   | 1       | 0      | 2      |
| Alberto Pellegrino  | Scherma  | 1   | 1       | 0      | 2      |
| Livio Trapè         | Ciclismo | 1   | 1       | 0      | 2      |

## Risultati

### Atletica leggera

#### Uomini
| Evento                           | Atleta               | Prestazione | Risultato | Note            |
| -------------------------------- | -------------------- | ----------- | --------- | --------------- |
| 200 metri maschili               | Armando Sardi        |             | 3 h10r1/4 |                 |
| 200 metri maschili               | Livio Berruti        | 20"5        | Oro       | Record mondiale |
| 200 metri maschili               | Salvatore Giannone   |             | 7 h3 r2/4 |                 |
| 400 metri maschili               | Giuseppe Bommarito   |             | 5 h4 r2/4 |                 |
| 800 metri maschili               | Gianfranco Baraldi   |             | 5 h8 r1/4 |                 |
| 1500 metri maschili              | Alfredo Rizzo        |             | 8 h2 r1/2 |                 |
| 5000 metri maschili              | Luigi Conti          |             | 12        |                 |
| 10000 metri maschili             | Franco Antonelli     |             | 27        |                 |
| Maratona maschile                | Silvio De Florentiis |             | 38        |                 |
| Maratona maschile                | Francesco Perrone    |             | 37        |                 |
| Maratona maschile                | Vito Di Terlizzi     |             | Rit.      |                 |
| 110 metri ostacoli maschili      | Giovanni Cornacchia  |             | 4 h1 r2/4 |                 |
| 110 metri ostacoli maschili      | Paolo Zamboni        |             | 6 h2 r2/4 |                 |
| 110 metri ostacoli maschili      | Nereo Svara          |             | 4 h1 r3/4 |                 |
| 400 metri ostacoli maschili      | Salvatore Morale     |             | 4 h2 r2/3 |                 |
| 400 metri ostacoli maschili      | Elio Catola          |             | 5 h1 r2/3 |                 |
| 400 metri ostacoli maschili      | Moreno Martini       |             | 7 h1 r2/3 |                 |
| Staffetta 4 × 100 metri maschile | Armando Sardi        |             | 4         |                 |
| Staffetta 4 × 100 metri maschile | Livio Berruti        |             | 4         |                 |
| Staffetta 4 × 100 metri maschile | Pier Giorgio Cazzola |             | 4         |                 |
| Staffetta 4 × 100 metri maschile | Salvatore Giannone   |             | 4         |                 |
| Staffetta 4 × 400 metri maschile | Mario Fraschini      |             | 4 h1 r2/3 |                 |
| Staffetta 4 × 400 metri maschile | Nereo Fossati        |             | 4 h1 r2/3 |                 |
| Staffetta 4 × 400 metri maschile | Renato Panciera      |             | 4 h1 r2/3 |                 |
| Staffetta 4 × 400 metri maschile | Giuseppe Bommarito   |             | 4 h1 r2/3 |                 |
| Marcia 20 km maschile            | Luigi De Rosso       |             | 22        |                 |
| Marcia 20 km maschile            | Stefano Serchinich   |             | 21        |                 |
| Marcia 20 km maschile            | Gianni Corsaro       |             | 26        |                 |
| Marcia 50 km maschile            | Abdon Pamich         |             | Bronzo    |                 |
| Marcia 50 km maschile            | Antonio De Gaetano   |             | 10        |                 |
| Marcia 50 km maschile            | Pino Dordoni         |             | 7         |                 |
| Salto in lungo maschile          | Attilio Bravi        |             | 10        |                 |
| Salto in lungo maschile          | Luigi Ulivelli       |             | Rit. QR   |                 |
| Salto triplo maschile            | Pierluigi Gatti      |             | Rit. r2/2 |                 |
| Salto triplo maschile            | Enzo Cavalli         |             | 16 QR     |                 |
| Salto triplo maschile            | Federico Bisson      |             | 27 QR     |                 |
| Getto del peso maschile          | Silvano Meconi       |             | 13        |                 |
| Lancio del disco maschile        | Franco Grossi        |             | 29 QR     |                 |
| Lancio del disco maschile        | Carmelo Rado         |             | 7         |                 |
| Lancio del disco maschile        | Adolfo Consolini     |             | 17        |                 |
| Tiro del giavellotto maschile    | Carlo Lievore        |             | 9         |                 |
| Decathlon                        | Luciano Paccagnella  |             | 13        |                 |
| Decathlon                        | Franco Sar           |             | 6         |                 |

#### Donne
| Evento                            | Atleta               | Prestazione | Risultato | Note |
| --------------------------------- | -------------------- | ----------- | --------- | ---- |
| 100 metri femminili               | Giuseppina Leone     | 11"3        | Bronzo    |      |
| 200 metri femminili               | Giuseppina Leone     | 24"9        | 6         |      |
| 800 metri femminili               | Gilda Jannaccone     |             | 5 h2 r1/2 |      |
| 80 metri ostacoli femminili       | Letizia Bertoni      |             | 3 h6 r1/3 |      |
| Staffetta 4 × 100 metri femminile | Sandra Valenti       |             | 5         |      |
| Staffetta 4 × 100 metri femminile | Piera Tizzoni        |             | 5         |      |
| Staffetta 4 × 100 metri femminile | Letizia Bertoni      |             | 5         |      |
| Staffetta 4 × 100 metri femminile | Giuseppina Leone     |             | 5         |      |
| Salto in alto femminile           | Marinella Bortoluzzi |             | 19 QR     |      |
| Salto in lungo femminile          | Piera Tizzoni        |             | 21 QR     |      |
| Lancio del disco femminile        | Elivia Ricci         |             | 15 QR     |      |
| Lancio del disco femminile        | Paola Paternoster    |             | 20 QR     |      |

### Calcio
| Atleta | Classifica |                   |
| --- | --- | ----------------- |
| V · D · M Nazionale olimpica italiana · Calcio ai Giochi Olimpici Estivi 1960 P Alfieri · P Baldisseri · D Burgnich · D Cella · D Noletti · D Salvadore · D Trapattoni · D Trebbi · C Bulgarelli · C Ferrini · C Pelagalli · C Rancati · C Rivera · C Rossano · C Tomeazzi · C Tumburus · A Favalli · A Fanello · A Magistrelli · CT : Rocco - Todeschini | 4° |                   |
| Nazionale olimpica italiana · Calcio ai Giochi Olimpici Estivi 1960 | |                   |
| P Alfieri · P Baldisseri · D Burgnich · D Cella · D Noletti · D Salvadore · D Trapattoni · D Trebbi · C Bulgarelli · C Ferrini · C Pelagalli · C Rancati · C Rivera · C Rossano · C Tomeazzi · C Tumburus · A Favalli · A Fanello · A Magistrelli · CT: Rocco - Todeschini                                                                                | P Alfieri · P Baldisseri · D Burgnich · D Cella · D Noletti · D Salvadore · D Trapattoni · D Trebbi · C Bulgarelli · C Ferrini · C Pelagalli · C Rancati · C Rivera · C Rossano · C Tomeazzi · C Tumburus · A Favalli · A Fanello · A Magistrelli · CT: Rocco - Todeschini | Italia (bandiera) |

### Pallacanestro
| Atleta | Classifica |
| --- | ---------- |
| V · D · M Nazionale italiana - Pallacanestro ai Giochi della XVII Olimpiade 3 Giomo · 4 Vianello · 5 Riminucci · 6 Lombardi · 7 Pieri · 8 Gamba · 9 Alesini · 10 Canna · 11 Calebotta · 12 Vittori · 13 Gavagnin · 14 Sardagna · All. Nello Paratore | 4°         |
| Nazionale italiana - Pallacanestro ai Giochi della XVII Olimpiade |            |
| 3 Giomo · 4 Vianello · 5 Riminucci · 6 Lombardi · 7 Pieri · 8 Gamba · 9 Alesini · 10 Canna · 11 Calebotta · 12 Vittori · 13 Gavagnin · 14 Sardagna · All. Nello Paratore                                                                             |            |

### Pallanuoto
| Atleta | Classifica |                   |
| --- | --- | ----------------- |
| V · D · M Nazionale maschile italiana di pallanuoto · Giochi olimpici - Roma 1960 Ambron · Bardi · D'Altrui · Gionta · Lavoratori · Lonzi · Mannelli · Pizzo · Parmegiani · Rossi · Spinelli · Guerrini · CT : Andrés Zólyomy | Oro |                   |
| Nazionale maschile italiana di pallanuoto · Giochi olimpici - Roma 1960 | |                   |
| Ambron · Bardi · D'Altrui · Gionta · Lavoratori · Lonzi · Mannelli · Pizzo · Parmegiani · Rossi · Spinelli · Guerrini · CT: Andrés Zólyomy                                                                                    | Ambron · Bardi · D'Altrui · Gionta · Lavoratori · Lonzi · Mannelli · Pizzo · Parmegiani · Rossi · Spinelli · Guerrini · CT: Andrés Zólyomy | Italia (bandiera) |